# Provincia di Modesto Omiste
La provincia di Modesto Omiste è una delle 16 province del dipartimento di Potosí nella Bolivia meridionale. Il capoluogo è la città di Villazón.
Al censimento del 2001 possedeva una popolazione di 36.266 abitanti.

## Geografia antropica

### Suddivisioni amministrative
La provincia è formata dal comune di Villazón